# Reaktionsgefäß

Reaktionsgefäße im Labor: Zweihalskolben (links) mit schrägem Seitenhals und ein Dreihalskolben (rechts) mit zwei schrägen Seitenhälsen.

Reaktionsgefäß bezeichnet im chemischen Laboratorium oder der chemischen Industrie ein Behältnis, in dem eine chemische Reaktion durchgeführt wird. Es handelt sich hierbei um keinen festgelegten Begriff, so dass sehr unterschiedliche Gefäße als solche bezeichnet werden. So reichen etwa die Größen von Mikroreaktionsgefäßen, welche wenige Mikroliter fassen, über Glühschiffchen für einige Milliliter bis zu Rührkesseln mit zahlreichen Kubikmetern Volumen. Wichtigstes Charakteristikum jedes Reaktionsgefäßes ist seine Widerstandsfähigkeit gegen die Reaktionsbedingungen. Im Labor kommen zumeist einfache Mehrhalskolben oder Sulfierkolben zum Einsatz. Für höhere Drücke oder Temperaturen werden zum Beispiel Autoklaven verwendet. 